# Winneburg
Die Winneburg, auch Winnenburg genannt, ist die Ruine einer Höhenburg auf dem Gebiet der Stadt Cochem an der Mosel.

## Geographische Lage
Die Burg liegt in der Eifel gut 80 Meter über dem Tal des Endertbachs, der nur gut 2,5 Kilometer südöstlich bei der Stadt Cochem in die Mosel mündet. Die Burg gehört zur Stadt Cochem im Landkreis Cochem-Zell in Rheinland-Pfalz. Die nächste Großstadt ist Koblenz, die etwa 40 Kilometer nordöstlich liegt.

## Geschichte

Aquatinta von Rudolf Bodmer, vor 1833

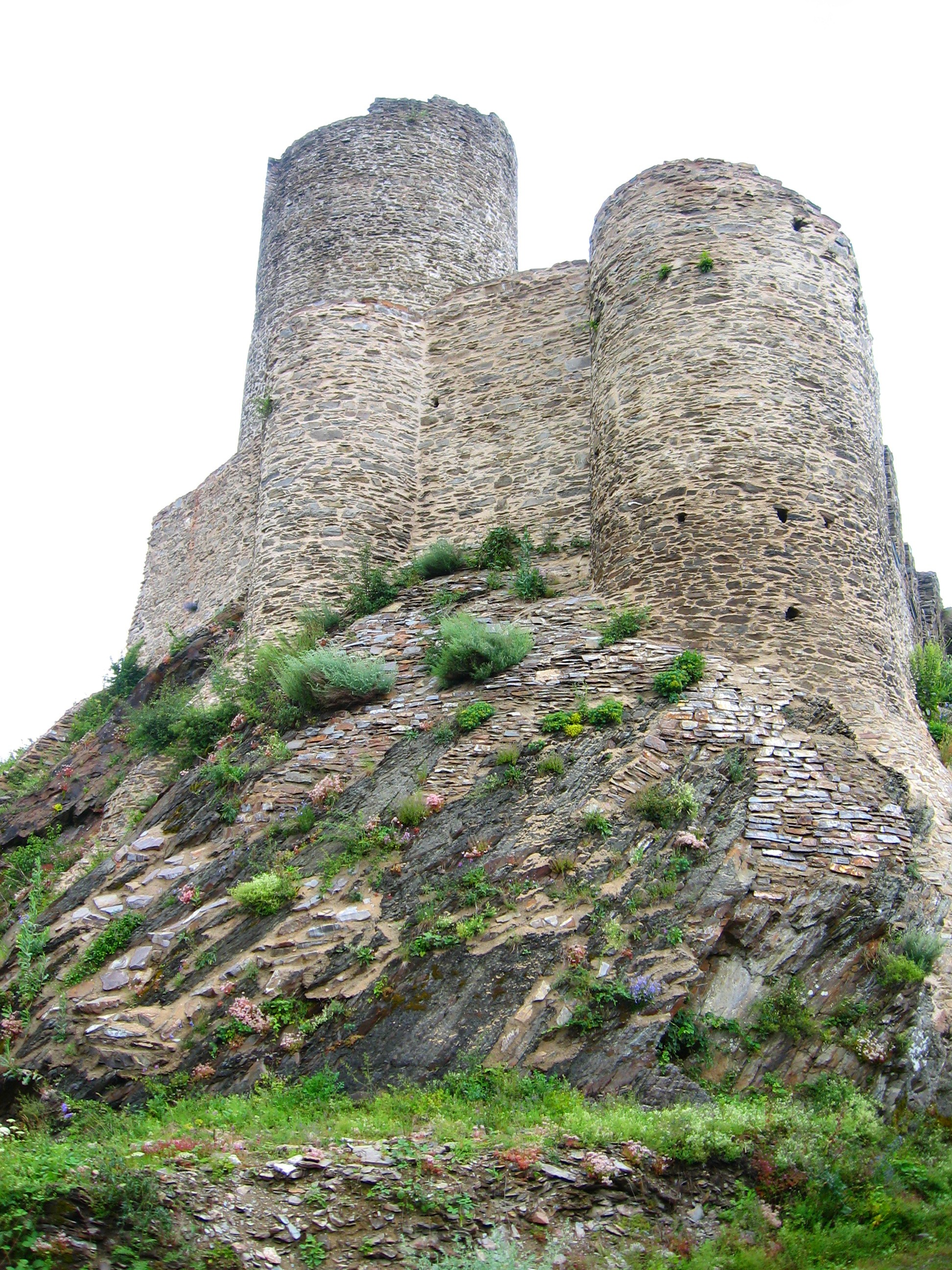
Bergfried der Burg, 2007

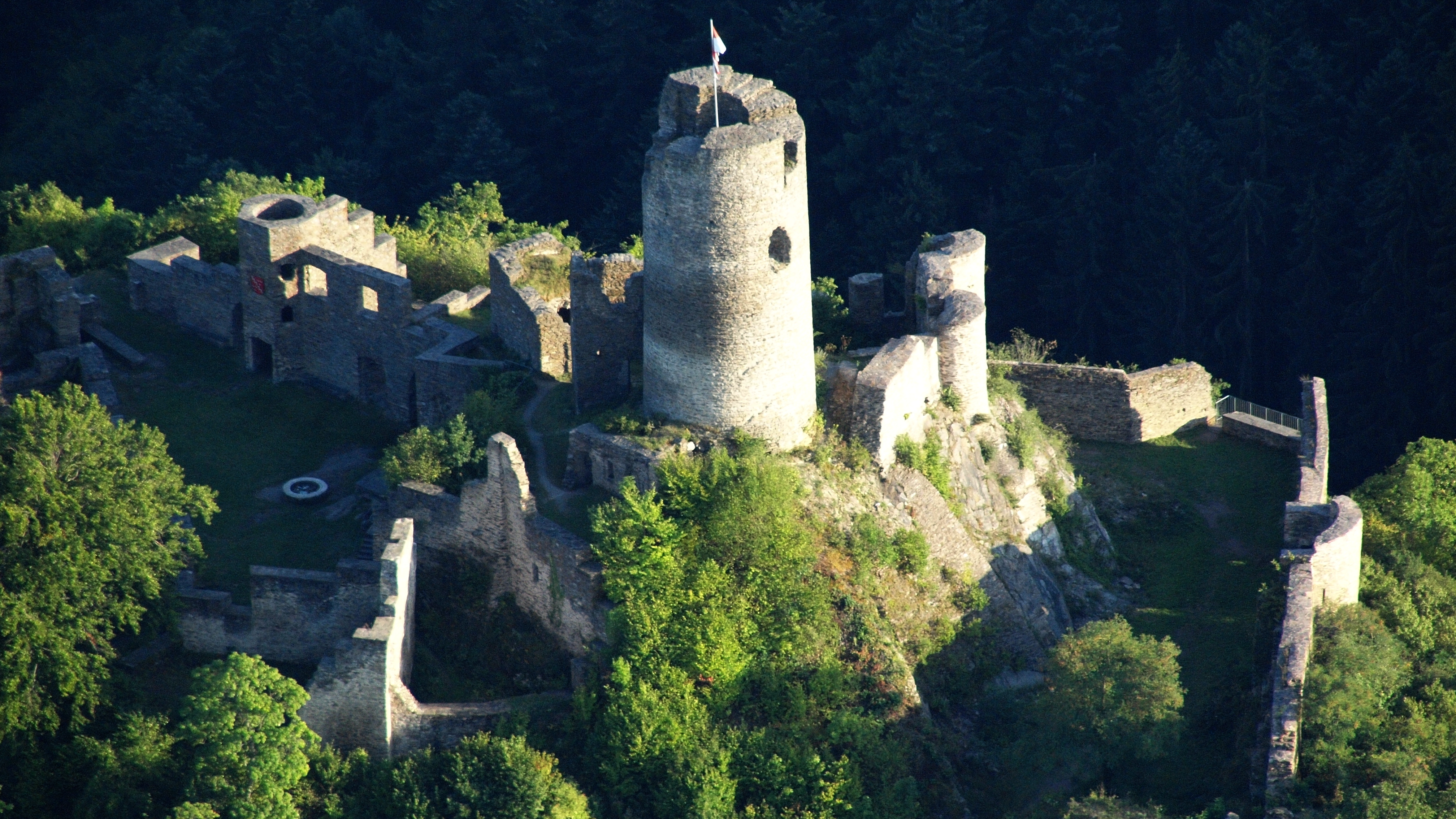
Winneburg, Luftaufnahme (2015)

Die Burg wurde in der zweiten Hälfte des 13. Jahrhunderts errichtet und ist Stammsitz der Herren von Winnenberg. Erstmals urkundlich erwähnt wurde sie im Jahre 1304, als Wirich von Winnenberg die Burg dem Trierer Erzbischof zu Lehen aufträgt. In den darauffolgenden Jahrhunderten wurde die Burganlage stetig erweitert, blieb aber im Besitz der Herren von Winnenberg. Nachdem dieses Geschlecht 1637 ausgestorben war, gelangte die Burg in der Mitte des 17. Jahrhunderts in den Besitz der Familie von Metternich.
1689 wurde die Burg im Verlauf des Pfälzischen Erbfolgekriegs von französischen Truppen belagert, eingenommen und gesprengt. Die Winneburg wurde fortan nicht wieder aufgebaut und blieb Ruine.
Im Jahre 1832 kaufte Klemens Wenzel Lothar von Metternich die Burgruine, ein Wiederaufbau erfolgte aber nicht. Seit 1932 ist sie im Besitz der Stadt Cochem.

## Gegenwart
Das Erscheinungsbild der Burgruine wird heute dominiert von dem gut 22 Meter hohen runden Bergfried, der einen Durchmesser von 8,5 Metern aufweist. Er ist vom Moseltal aus gut sichtbar und steht steil auf einem Bergvorsprung über dem Tal des Endertbachs. Der Burgfelsen war noch bis in die zweite Hälfte des 19. Jahrhunderts mit Weinreben bestanden, besitzt heute aber einen dichten Mischwald. Der Aufstieg aus dem Tal zur Ruine ist steil und eher beschwerlich.
Die Burg wird von Norden her über eine Brücke betreten, die über einen teilweise wieder verschütteten Graben führt. In der weitläufigen Burganlage, die in den letzten Jahren wieder restauriert und somit vor dem weiteren Verfall bewahrt wurde, befinden sich noch zahlreiche deutlich aufragende Reste des Palas, weiterer Wohn- und Wirtschaftsgebäude, der Vorburg und der Ringmauer.
Die Ruine wird nicht bewirtschaftet und ist jederzeit frei zugänglich.
Der Verein Winneburger Tross ist bestrebt, das mittelalterliche Leben auf einer Burg möglichst originalgetreu wiederzugeben und veranstaltet daher mehrmals jährlich Events auf der Winneburg und der Reichsburg Cochem.